# Diabolus in Musica
Diabolus In Musica – siódmy album studyjny thrashmetalowej grupy Slayer, który został wydany 9 lipca 1998 nakładem American Recordings i Columbia Records. To druga pełna studyjna płyta na której za perkusją zagrał Paul Bostaph. Album w pierwszym tygodniu sprzedał się w ilości 46 000 kopii w USA i uplasował się na 31. miejscu listy Billboard 200. Według danych z kwietnia 2002 album sprzedał się w nakładzie 253 302 egzemplarzy na terenie Stanów Zjednoczonych.
Prace nad materiałem muzycy ukończyli we wrześniu 1997 roku, a premiera krążka była zapowiedziana na 31 października. Jednak z powodu kłopotów z wytwórnią, album ukazał się dopiero 9 lipca następnego roku.
Album został różnie odebrany przez fanów, muzyka na nim zawarta zaczęła odchodzić od stylu wyznaczonego przez grupę, zabrakło szybkich, agresywnych i kontrowersyjnych thrashmetalowych utworów, a także melodyjnych kawałków z szokującą tematyką, do których Slayer przyzwyczaił swoich fanów i z których zasłynął. Zamiast tego muzycy zagrali ciężkie, mocne i znacznie wolniejsze utwory, z wprowadzeniem dziwacznych dźwięków, co wyjaśniali: chcieliśmy spróbować różnych efektów, przy czym troszkę eksperymentowaliśmy z naszymi instrumentami. W efekcie tego muzyka z fali thrash metalu zmierzała w stronę hard rocka, przypominając dokonania np. Machine Head. Zapowiedzi takiego brzmienia można było usłyszeć w kawałku Gemini, na albumie z punkowymi przeróbkami Undisputed Attitude (1996). Utwór ten nie był przeróbką ani też utworem w klimacie punk, wzbudził jednak kontrowersje, ponieważ dotychczas formacja nie nagrała tak wolnego i spokojnego kawałka. Lider zespołu Kerry King sam oświadczył, iż Gemini rzeczywiście miał być zapowiedzią nowego kierunku:

Kiedy komponujesz utwór, który ma być otoczony samymi czadami, on automatycznie wychodzi inaczej. Gemini jest chyba najwolniejszym numerem w całej naszej karierze, myślę, że dodał muzyce nowego smaku. Zawsze próbowaliśmy kombinować z nowymi rzeczami – żeby to ciągle brzmiało jak Slayer, a zarazem trochę inaczej.

Kolejnym zdziwieniem w oczach fanów była oprawa graficzna płyty, nie budziła wielkich kontrowersji, tak jak miało to miejsce w przypadku Divine Intervention. Jeżeli chodzi o teksty, to tym razem nie było piosenek o seryjnych mordercach (Dead Skin Mask, 213) czy też o zbrodniarzach wojennych (Angel Of Death, SS-3), ale tematycznie dalej nawiązywały do wojny, przemocy, zabijania, śmierci i Boga. Piosenka Love To Hate została napisana do filmu Howarda Sterna, Części intymne, jednak nie została ona umieszczona na soundtracku, ponieważ była zbyt ostra, natomiast Wicked i Unguarded Instinct to utwory bonusowe, które nie zostały wydane wszędzie (Wicked tylko w Europie zaś Unguarded Instinct tylko w Japonii).
Album został wydany również w wersji limitowanej, która posiadała drugi krążek z sześcioma starszymi numerami w wersji koncertowej, ponadto multimedialną prezentację wszystkich teledysków zespołu oraz dodatki na komputer (tapety, ikony itp.).

## Lista utworów
Opracowano na podstawie materiału źródłowego.
| Nr  | Tytuł utworu             | Słowa                                | Muzyka        | Długość |
| --- | ------------------------ | ------------------------------------ | ------------- | ------- |
| 1.  | „Bitter Peace”           | Jeff Hanneman                        | Jeff Hanneman | 4:31    |
| 2.  | „Death's Head”           | Jeff Hanneman                        | Jeff Hanneman | 3:29    |
| 3.  | „Stain of Mind”          | Kerry King                           | Jeff Hanneman | 3:25    |
| 4.  | „Overt Enemy”            | Jeff Hanneman                        | Jeff Hanneman | 4:41    |
| 5.  | „Perversions of Pain”    | Kerry King                           | Jeff Hanneman | 3:30    |
| 6.  | „Love to Hate”           | Jeff Hanneman, Kerry King            | Jeff Hanneman | 3:05    |
| 7.  | „Desire”                 | Tom Araya                            | Jeff Hanneman | 4:18    |
| 8.  | „In the Name of God”     | Kerry King                           | Kerry King    | 3:38    |
| 9.  | „Scrum”                  | Kerry King                           | Jeff Hanneman | 2:18    |
| 10. | „Screaming from the Sky” | Jeff Hanneman, Kerry King, Tom Araya | Jeff Hanneman | 3:12    |
| 11. | „Point”                  | Kerry King                           | Jeff Hanneman | 4:12    |
|     |                          |                                      |               | 40:19   |

| Edycja japońska | Edycja japońska          | Edycja japońska                      | Edycja japońska           | Edycja japońska |
| Nr              | Tytuł utworu             | Słowa                                | Muzyka                    | Długość         |
| --------------- | ------------------------ | ------------------------------------ | ------------------------- | --------------- |
| 1.              | „Bitter Peace”           | Jeff Hanneman                        | Jeff Hanneman             | 4:31            |
| 2.              | „Death's Head”           | Jeff Hanneman                        | Jeff Hanneman             | 3:29            |
| 3.              | „Stain of Mind”          | Kerry King                           | Jeff Hanneman             | 3:25            |
| 4.              | „Overt Enemy”            | Jeff Hanneman                        | Jeff Hanneman             | 4:41            |
| 5.              | „Perversions of Pain”    | Kerry King                           | Jeff Hanneman             | 3:30            |
| 6.              | „Love to Hate”           | Jeff Hanneman, Kerry King            | Jeff Hanneman             | 3:05            |
| 7.              | „Desire”                 | Tom Araya                            | Jeff Hanneman             | 4:18            |
| 8.              | „Unguarded Instinct”     | Kerry                                | Jeff Hanneman             | 3:42            |
| 9.              | „In the Name of God”     | Kerry King                           | Kerry King                | 3:38            |
| 10.             | „Scrum”                  | Kerry King                           | Jeff Hanneman             | 2:18            |
| 11.             | „Screaming from the Sky” | Jeff Hanneman, Kerry King, Tom Araya | Jeff Hanneman             | 3:12            |
| 12.             | „Wicked”                 | Tom Araya, Paul Bostaph              | Jeff Hanneman, Kerry King | 6:01            |
| 13.             | „Point”                  | Kerry King                           | Jeff Hanneman             | 4:12            |
|                 |                          |                                      |                           | 50:02           |

## Twórcy
Opracowano na podstawie materiału źródłowego.
| Zespół Slayer w składzie - Tom Araya – śpiew, gitara basowa - Jeff Hanneman – gitara - Kerry King – gitara - Paul Bostaph – perkusja | Inni - Rick Rubin – główny producent - Howie Weinberg – mastering - Greg Gordon – inżynier dźwięku - Brian Davis – pomocnik inżyniera - John Tyree – pomocnik inżyniera - Sebastian Haimerl – pomocnik inżyniera - Allen Sanderson – pomocnik inżyniera - Exum – fotograf - Frank – kierownik prac artystyczno-wizualnych - Wade Goeke – pomocnik inżyniera |

## Listy sprzedaży
| Lista                | Kraj              | Pozycja |
| -------------------- | ----------------- | ------- |
| Billboard 200        | Stany Zjednoczone | 31      |
| Media Control Charts | Niemcy            | 32      |
| UK Albums Chart      | Wielka Brytania   | 27      |
| Sverigetopplistan    | Szwecja           | 29      |
| MegaCharts           | Holandia          | 52      |
| ARIA Charts          | Australia         | 35      |
| Ö3 Austria Top 40    | Austria           | 40      |
| Recorded Music NZ    | Nowa Zelandia     | 15      |